# Solfito reduttasi (ferrodossina)
La solfito reduttasi (ferrodossina) è un enzima appartenente alla classe delle ossidoreduttasi, che catalizza la seguente reazione:
acido solfidrico + 6 ferrodossina ossidata + 3 H2O ⇄ solfito + 6 ferrodossina ridotta + 6 H+
L'enzima è una ferro-proteina.